# Karen Jensen (Sängerin)
Karen Jensen ist eine kanadische Sängerin (Sopran) und Gesangspädagogin.

## Leben
Jensen studierte an der University of London, der University of Saskatchewan und der Royal Academy of Music. Ihre Lehrer waren u. a. Cathy Berberian, Robert Spencer, Marjorie Thomas, Jessica Cash und Dorothy Howard. Sie trat als Gesangssolistin in Konzerthallen in London, Rom, Turin, Amsterdam und Brüssel, in Finnland, den Niederlanden, Deutschland, Frankreich, Polen der Slowakei und der Tschechischen Republik auf und war Gründungsmitglied der avantgardistischen Gruppe Electric Phoenix, für die Musiker wie Henri Pousseur, Peter Maxwell Davies und Roger Marsh komponierten.
Weiterhin war sie Solistin der Gruppe Red Byrd unter Leitung von John Potter und der Gruppe Lontano unter Odaline Martinez sowie Solistin der Aufführungen von Luciano Berios Laborintus II mit dem Rome Philharmonic Orchestra in Turin und Rom und mit dem London Symphony Orchestra in der Royal Albert Hall. Sie trat unter Dirigenten wie Berio, Henri Pousseur, Clive Waring, John Gardener und John Alldis und mit Partnern wie  Linda Hirst, Catherine Bott und Andrew Parrott auf.
Jensen ist Professorin für Gesang und Gesangspädagogik an der Musikfakultät der University of Manitoba. Für ihre multimediale CD-ROM A Singer's Guide to the IPA wurde sie mit dem International Award for Innovation in Teaching and Technology ausgezeichnet.